# رح صعبة (جازان)
قرية رح صعبة، وهي إحدى قرى منطقة جازان وهي قرية سكنية تابعة لبلدية محافظة أبو عريش جنوب غرب المملكة العربية السعودية، تبعد 8 كم باتجاه الشرق من مدينة أبو عريش.

## الموقع
تقع قرية رح صعبة في منطقة زراعية وسط محافظة جازان، وتبعد حوالي 45 كيلومترا بالاتجاه الشرقي من مدينة جازان، لها عند خط طول 42 درجة وخط العرض 16 درجة.

## وصلات خارجية
- بيانات المجلس البلدي من الأمانة العامة لشؤون المجالس البلدية.
- حصر الخدمات بالمدن والقرى بمنطقة جازان. نسخة محفوظة 25 يناير 2020 على موقع واي باك مشين.
- دليل الخدمات بمنطقة جازان.
- مصلحة الإحصاءات العامة والمعلومات.